# Mariane Gusmão
Mariane Gusmão (São Paulo, 1991) é uma ilustradora e colorista brasileira. 

## Biografia
Nascida na capital paulista, em 1991, Mariane Gusmão é formada em Design Gráfico pela FMU. Começou a trabalhar com quadrinhos como assistente de cor (ou flatter) em 2012 e participou de diversas obras brasileiras como Adagio, A Fonte, Bully, Cangaço Overdrive, Plumba, JIIN - Fist of Fury, e também estrangeiras como Render, Godzilla: Rulers of Earth, X-Files, The Shadow, LOW, Deadpool & Daredevil, entre outras.
Seus primeiros trabalhos como colorista principal foram com os romances gráficos Reparos (2017, independente), de Brão Barbosa, e Desafiadores do Destino (2018, Avec Editora), de Felipe Castilho e Mauro Fodra. Por este último trabalho, foi indicada como melhor colorista no 35º Prêmio Angelo Agostini e venceu, também como melhor colorista, no 31º Troféu HQ Mix. Mariane ainda coloriu a série de quadrinhos mudos Travessia de Rapha Pinheiro e uma história chamada Silêncio Lunar, para o volume integral da Graphic MSP Astronauta, com roteiro e arte por Danilo Beyruth. Mais tarde, em conjunto com o roteirista Felipe Pan e desenhista Olavo Costa, Mariane coloriu: Gioconda e O Menino Rei, (2021 e 2022, editora Nemo) ambos semi-finalistas do 64º Prêmio Jabuti e 65º Prêmio Jabuti na categoria história em quadrinhos.   Mariane foi indicada como melhor colorista por esses dois trabalhos no 38º Prêmio Angelo Agostini, 39.º Prêmio Angelo Agostini, 34º Troféu HQ Mix e 35º Troféu HQ Mix, ganhando o Angelo Agostini em 2023. 
Para editoras estrangeiras coloriu Action Journalism (2022, Oni Press), uma história especial em quadrinhos da série Doctor Who, Once Upon a Time Lord, roteirizada pelo vencedor do Eisner Dan Slott (2023, Titan Comics). Mais recentemente Mariane coloriu a história brasileira com roteiro de Felipe Castilho e arte de Tainan Rocha que faz parte da antologia Coringa: O Mundo (2024, DC Comics) que contém 13 histórias do personagem Coringa ambientadas em vários países, publicada no Brasil pela Panini.

## Prêmios e Indicações
- 2023
- Ganhadora Melhor Colorista (O Menino Rei) - 39º  Prêmio Angelo Agostini

- Indicada Colorista Nacional (O Menino Rei) - 35º Troféu HQMix O Menino Rei também foi indicado a Melhor Edição Especial, Novo Talento Roteirista e Arte Finalista.

- Indicada Melhor História em Quadrinho - O Menino Rei - 65º Prêmio Jabuti

- 2022
- Indicada Melhor Colorista (Gioconda) - 38º  Prêmio Angelo Agostini

- Indicada Colorista Nacional (Gioconda) - 34º Troféu HQMix Gioconda também foi indicado a Melhor Edição Especial

- Indicada Melhor História em Quadrinho - Gioconda - 64º Prêmio Jabuti

- 2019
- Indicada Melhor Colorista (Desafiadores do Destino) - 35º Prêmio Angelo Agostini

- Ganhadora Colorista Nacional (Desafiadores do Destino) - 31º Troféu HQMix